# Chronique d'Édesse

La Chronique d'Édesse est un court texte historiographique en langue syriaque, conservé dans un seul manuscrit, le Vaticanus Syriacus 163, rapporté à Rome en 1717 par Joseph-Simonius Assemani d'un voyage en Orient.

## Description
Il s'agit d'un simple recueil de 105 événements datés, allant de 132 av. J.-C. (année où « des rois commencèrent à régner à Édesse ») jusqu'en 540 apr. J.-C. (année où « le roi Chosroès mit fin à la paix et envahit le territoire romain »). L'auteur anonyme de ce recueil a dû le constituer dans les années 540 à partir des archives de la ville d'Édesse. Les événements concernent soit la ville elle-même, soit d'autres villes de Syrie, soit l'histoire de l'Empire romain. Ils sont datés selon l'ère des Séleucides, qui resta longtemps en usage en Syrie, et qui commence le premier octobre de l'an 312 av. J.-C.
Voici, à titre d'exemple, les sept premiers événements mentionnés :
- en l'an 180, des rois commencèrent à régner à Édesse ;
- en l'an 266, Auguste César devint empereur ;
- en l'an 309, Notre Seigneur naquit ;
- en l'an 400, le roi Abgar se fit construire un mausolée ;
- en l'an 449, Marcion abandonna la foi catholique ;
- en l'an 465, le onze du mois de Tammuz, Bardesane naquit ;
- Lucius César, avec son frère, soumit les Parthes aux Romains la cinquième année de son règne.

Le huitième événement est le seul qui fasse l'objet d'un texte assez développé : il s'agit du récit d'une grande inondation qui survint à Édesse en l'an 201 (an 513 des Séleucides). En fait, le chroniqueur du VIe siècle a recopié un compte-rendu contemporain de l'événement, qui se termine ainsi : « Mar Yahab bar Shemesh et Kayuma bar Magartat, scribes d'Édesse, ont couché par écrit l'événement, et l'ordre du roi Abgar, et Bar Din et Bulid, préfets des archives d'Édesse, accusent réception du document comme fonctionnaires de la cité ».
Ensuite reprend la litanie des simples mentions d'événements :
- en l'an 517, Abgar construisit un palais dans sa propre citadelle ;
- en l'an 551, Mani naquit ;
- en l'an 614, sous le règne de Dioclétien, les murailles d'Édesse furent détruites pour la seconde fois ; etc.

L'essentiel des 105 événements mentionnés se situent donc dans l'Antiquité tardive : le 50e est daté de l'an 409 (721 des Séleucides : la consécration épiscopale de Cyrille d'Alexandrie, d'ailleurs antidatée de trois ans). À partir du no 89 (an 519, 831 des Séleucides), le compte-rendu est un peu plus détaillé.

## Édition
- Ignazio Guidi (éd.), Chronica minora, CSCO I, Script. syr. 1, 1903, p. 1-13.